# 鹹魚雞粒炒飯
鹹魚雞粒炒飯是一種港式炒飯，通常由鹹魚、雞丁、蛋與白飯拌炒而成，在茶餐廳及港式快餐店都有供應。

## 外部連結
- 鹹魚雞粒炒飯 by 榮式住家飯 - 愛料理（页面存档备份，存于）